# Hermine Hartleben
Hermine Ida Auguste Hartleben (* 2. Juni 1846 in Gemkenthal bei Altenau/Harz; † 18. Juli 1919 in Templin) war eine deutsche Lehrerin und Biografin des Hieroglyphen-Entzifferers Jean-François Champollion.

## Leben
Hermine Hartleben stammte aus einer im Harz ansässigen Familie von Berg- und Forstleuten. Ihr Vater, Johann Heinrich Friedrich Hartleben, war Förster in der Nähe der ehemals freien Bergstadt Altenau im Harz, zunächst in Gemkenthal und später in Torfhaus. Die Mutter starb, als Hermine drei Jahre alt war. Hermine besuchte von 1859 bis 1861 die Höhere Töchterschule in Clausthal und wurde nach einem längeren Aufenthalt im Haus ihres Vaters Gesellschafterin der Freifrau von Mengersen in Lemmie bei Hannover. Hier blieb sie bis 1867 und wechselte dann als Lehrerin ins Haus des Domänenpächters Weichberger nach Netra in Hessen.
Von Michaelis 1869 bis Michaelis 1871 besuchte sie das Lehrerinnenseminar in Hannover und zog nach bestandenem Examen, das sie für den Unterricht an Töchterschulen mit Einschluss des Englischen und Französischen qualifizierte, als Lehrerin ins Haus des Gutspächters Giessler nach Hoheneiche südlich von Eschwege. Von Ostern 1875 bis Michaelis 1876 war sie Lehrerin an der Töchterschule in Stade. Die nächste Station ihrer Ausbildung war Paris, wo sie schließlich im Jahr 1879 das Anstellungsschreiben der griechischen Lehranstalt für Mädchen in Konstantinopel erreichte (heute Zappeio Highschool for Girls bzw. Zapeion Likio in Istanbul). Hier unterrichtete sie Französisch, Deutsch und Musik und sollte „für den Rest ihrer Zeit der Schule zur pädagogischen Aufsicht und zur Konversation zur Verfügung stehen“. An ihre Tätigkeit als Lehrerin in Istanbul schloss sich ein sechsjähriger Aufenthalt in Ägypten an, wo sie im Haus von Khairi Pascha, eines Beamten des türkischen Vizekönigs, in Kairo lebte und dessen Kinder unterrichtete. In dieser Zeit hatte sie Gelegenheit, Ägypten, das Land, für das sie schon seit Kindertagen „ein ganz ungewöhnliches Interesse“ hegte, zu bereisen.
Nach Deutschland zurückgekehrt, setzte sich Hermine Hartleben 1889 in mehreren Schreiben für die Erforschung der ägyptischen Kultur und Geschichte ein und regte die Gründung eines ägyptischen Fonds an, dem Spender Geld bereitstellen sollten für Ausgrabungen und die Errichtung eines archäologisch-arabischen Instituts in Kairo. Einwände, dass eine Frau ein solches Unternehmen ins Leben rufen wollte, erteilte sie eine Abfuhr mit dem Hinweis auf die englische Schriftstellerin Amelia Edwards (1831–1892), die 1882 in ihrem Heimatland den Egypt Exploration Fund gegründet hatte.

## Nachforschungen über das Leben Jean François Champollions
Am 9. Dezember 1891 erhielt Hartleben einen Brief des damals in Paris arbeitenden deutschen Ägyptologen Wilhelm Spiegelberg (1870–1930). Durch die Schilderung seiner Gedanken vor dem im Louvre befindlichen Porträt Champollions regte er ihr Interesse am Lebenslauf des großen Franzosen mit folgenden Worten an: „Wir verehren unseren Meister in ihm – vom Menschen wissen wir leider nichts“. Und nachdem auch Georg Steindorff (1861–1951), der Hartleben vor einer Kopie des Champollions-Porträts im Ägyptischen Museum in Berlin traf, auf die Notwendigkeit einer Erinnerung an den Begründer der Ägyptologie aufmerksam gemacht hatte, begab sie sich auf die Suche nach Spuren von dessen Leben.
Nach Recherchen in der Königlichen Bibliothek in Berlin veröffentlichte Hartleben unter dem Pseudonym Theodor Harten am 22. und 23. Dezember 1891 zwei Artikel im Feuilleton der Norddeutschen Allgemeinen Zeitung unter dem Titel Champollion. Dieser Artikel wurde auch in Paris gelesen und gelangte in die Hände des letzten Namensträgers der Familie, Aimé Champollion. Dieser nahm Anfang 1892 brieflich Kontakt zu Hartleben auf und stellt ihr Material über seinen Onkel zur Verfügung, das die Grundlage für einen weiteren Artikel, der Ende März und Anfang April 1893 in der Beilage zur Münchener Allgemeinen Zeitung erschien, darstellte. Nachdem sie zunächst angenommen hatte, dass ihre Beschäftigung mit Champollion damit beendet wäre, fingen ihre Nachforschungen, die sie kreuz und quer durch Europa führen sollten, damit erst an.
In der Folgezeit recherchierte sie in der Bibliothek des Institut de France und sichtete das Material in der Bibliothèque Nationale in Paris. Sie bekam Kontakt zu einer Nichte Champollions, die sie in den Jahren von 1895 bis 1903 mehrfach besuchte, um sich vor dem Hintergrund ihres außergewöhnlichen Gedächtnisses viele Details aus dem Leben des französischen Ägyptologen berichten zu lassen. Sie fuhr nach Figeac, dem Geburtsort, und nach Grenoble, erster Wirkungsort Champollions. Sie erfuhr Unterstützung durch Georges Perrot (1832–1914), den Direktor der École normale supérieure in Paris und Gaston Maspero (1846–1916), den Generaldirektor des Service des Antiquités in Kairo. Sie besuchte Archive, Bibliotheken und Museen in Dänemark, Schweden, Italien und Deutschland. Besondere Hilfe ließ ihr der deutsche Ägyptologe und Schriftsteller Georg Ebers (1837–1898) zuteilwerden, der zu dieser Zeit eine Professur in Leipzig innehatte.
1906 erschien dann ihr Lebenswerk Champollion, sein Leben und sein Werk in zwei Bänden in der Weidmannschen Buchhandlung in Berlin. 1909 ließ sie in der Bibliothèque Égyptologique zwei Bände mit der Edition der Briefe Champollions unter dem Titel Lettres de Champollion le Jeune folgen. Hierfür erhielt sie, verliehen durch die Académie des Inscriptions et Belles-Lettres, den Bordin-Preis. Offenbar plante sie auch noch eine Übersetzung ihrer Champollion-Biografie ins Französische, die jedoch nicht mehr ausgeführt wurde. Die Übersetzung durch Denis Meunier erschien erst 1983 unter dem Titel Jean François Champollion. Sa vie et son œuvre. 1790–1832 in Paris. 1986 erschien eine Neuausgabe ihrer Briefedition.

## Letzter Lebensabschnitt
Durch das Fehlen weiterer Quellen bleibt im Leben Hermine Hartlebens vieles rätselhaft. Eine der wichtigsten ungeklärten Fragen ist ihre wirtschaftliche Situation. Wie die unverheiratete Lehrerin ihren Lebensunterhalt bestritt und ihre Reisen finanzierte, ist unklar. Der Versuch einer Berliner Schriftstellerin, bei der Goethe-Schiller-Gesellschaft ein Ehrengehalt zu erwirken, blieb erfolglos. Der Antrag zeigt aber, dass Hartleben für die Herausgabe ihrer Champollion-Biografie Schulden machen musste. Vermutlich erfuhr sie Unterstützung durch ihre Familie, was ihre häufigen Wohn- oder Aufenthaltsortwechsel erklären könnte. Ob sie neben ihrer Recherchetätigkeit den Beruf der Lehrerin noch ausüben konnte, ist nicht bekannt. Die letzten Lebensjahre verbrachte sie in Templin in der Mark Brandenburg. Im dortigen Elisabethstift lebte sie nachweislich von Oktober 1915 bis Juli 1919, nachdem sie 1913 noch einmal in Ägypten gewesen war.
Sie starb am 18. Juli 1919 und wurde auf dem Templiner Friedhof in aller Stille beigesetzt. Ihr Grabstein trug die Aufschrift: „Hermine Hartleben, Biografin des Egyptologen Champollion, geb. 2.6.1846, gest. 18.7.1919“.

## Schriften (Auswahl)
- Champollion. Sein Leben und sein Werk. 2 Bände. Weidmann, Berlin 1906 (Digitalisat).
  - Neuausgabe: Champollion. Sa vie et son œuvre 1790–1832. Traduction et documentation de Denise Meunier selon l’adaptation du texte allemand de Ruth Schumann Antelme. Présentation de Christiane Desroches Noblecourt. Pygmalion/Watelet, Paris 1983, ISBN 2-85704-145-4. Wiederauflagen 1990 und 1997.
- Lettres de Champollion le Jeune. Paris 1909.
- Band 1: Lettres écrites d’Italie (Digitalisat).
- Band 2: Lettres et journaux, écrits pendant le voyage d’Égypte (Digitalisat).